# Supercopa neerlandesa de futbol
La supercopa neerlandesa de futbol, anomenada oficialment Johan Cruijff Schaal és una competició futbolística neerlandesa que enfronta els campions de la lliga i copa del país de la temporada anterior. Porta el nom del llegendari jugador neerlandès Johan Cruyff. Es disputa a partit únic al mes d'agost, la setmana abans de l'inici de la lliga. Si el guanyador de la lliga i copa és el mateix club, el segon de la lliga disputa la competició. És organitzada per la KNVB (Koninklijke Nederlandse Voetbal Bond).

## Història
La primera supercopa va ser disputada el 25 de juny de 1949 i enfrontà els campions de lliga SVV amb els vencedors de copa Quick Nimega, vencent els primers per 2 gols a 0.
Després d'aquesta primera edició la competició no es tornà a disputar durant dècades. La federació neerlandesa recuperà la competició l'any 1991 amb el nom de PTT Telecom Cup. Tres anys més tard s'anomenà símplement Supercopa. Totes les edicions es disputaren a l'estadi De Kuip de Rotterdam.
L'any 1996 canvià el format, es començà a disputar a l'estadi Amsterdam ArenA i adoptà el nom Johan Cruijff Schaal.

## Historial
| Any  | Vencedor                            | Finalista                           | Resultat                            |
| ---- | ----------------------------------- | ----------------------------------- | ----------------------------------- |
| 1949 | SVV                                 | Quick Nimega                        | 2 - 0                               |
| 1991 | Feyenoord Rotterdam                 | PSV Eindhoven                       | 1 - 0                               |
| 1992 | PSV Eindhoven                       | Feyenoord Rotterdam                 | 1 - 0                               |
| 1993 | Ajax Amsterdam                      | Feyenoord Rotterdam                 | 4 - 0                               |
| 1994 | Ajax Amsterdam                      | Feyenoord Rotterdam                 | 3 - 0                               |
| 1995 | Ajax Amsterdam                      | Feyenoord Rotterdam                 | 2 – 1                               |
| 1996 | PSV Eindhoven                       | Ajax Amsterdam                      | 3 - 0                               |
| 1997 | PSV Eindhoven                       | Roda JC                             | 3 - 1                               |
| 1998 | PSV Eindhoven                       | Ajax Amsterdam                      | 2 - 0                               |
| 1999 | Feyenoord Rotterdam                 | Ajax Amsterdam                      | 3 - 2                               |
| 2000 | PSV Eindhoven                       | Roda JC                             | 2 - 0                               |
| 2001 | PSV Eindhoven                       | FC Twente                           | 3 - 2                               |
| 2002 | Ajax Amsterdam                      | PSV Eindhoven                       | 3 - 1                               |
| 2003 | PSV Eindhoven                       | FC Utrecht                          | 3 - 1                               |
| 2004 | FC Utrecht                          | Ajax Amsterdam                      | 4 - 2                               |
| 2005 | Ajax Amsterdam                      | PSV Eindhoven                       | 2 - 1                               |
| 2006 | Ajax Amsterdam                      | PSV Eindhoven                       | 3 - 1                               |
| 2007 | Ajax Amsterdam                      | PSV Eindhoven                       | 1 - 0                               |
| 2008 | PSV Eindhoven                       | Feyenoord Rotterdam                 | 2 - 0                               |
| 2009 | AZ Alkmaar                          | SC Heerenveen                       | 5 - 1                               |
| 2010 | FC Twente                           | Ajax Amsterdam                      | 1 - 0                               |
| 2011 | FC Twente                           | Ajax Amsterdam                      | 2 - 1                               |
| 2012 | PSV Eindhoven                       | Ajax Amsterdam                      | 4 - 2                               |
| 2013 | Ajax Amsterdam                      | AZ Alkmaar                          | 3 - 2                               |
| 2014 | PEC Zwolle                          | Ajax Amsterdam                      | 1 - 0                               |
| 2015 | PSV Eindhoven                       | FC Groningen                        | 3 - 0                               |
| 2016 | PSV Eindhoven                       | Feyenoord Rotterdam                 | 1 - 0                               |
| 2017 | Feyenoord Rotterdam                 | Vitesse                             | 1 - 1 (4-2)                         |
| 2018 | Feyenoord Rotterdam                 | PSV Eindhoven                       | 0 - 0 (6-5)                         |
| 2019 | Ajax Amsterdam                      | PSV Eindhoven                       | 2 - 0                               |
| 2020 | Suspesa per la pandèmia de COVID-19 | Suspesa per la pandèmia de COVID-19 | Suspesa per la pandèmia de COVID-19 |
| 2021 | PSV Eindhoven                       | Ajax Amsterdam                      | 4 - 0                               |
| 2022 | PSV Eindhoven                       | Ajax Amsterdam                      | 5 - 3                               |
| 2023 | PSV Eindhoven                       | Feyenoord Rotterdam                 | 1 - 0                               |
| 2024 | Feyenoord Rotterdam                 | PSV Eindhoven                       | 4 - 4 (4-2)                         |
| 2025 | PSV Eindhoven                       | Go Ahead Eagles                     | 2 - 1                               |